# Наутилус (Фултон)

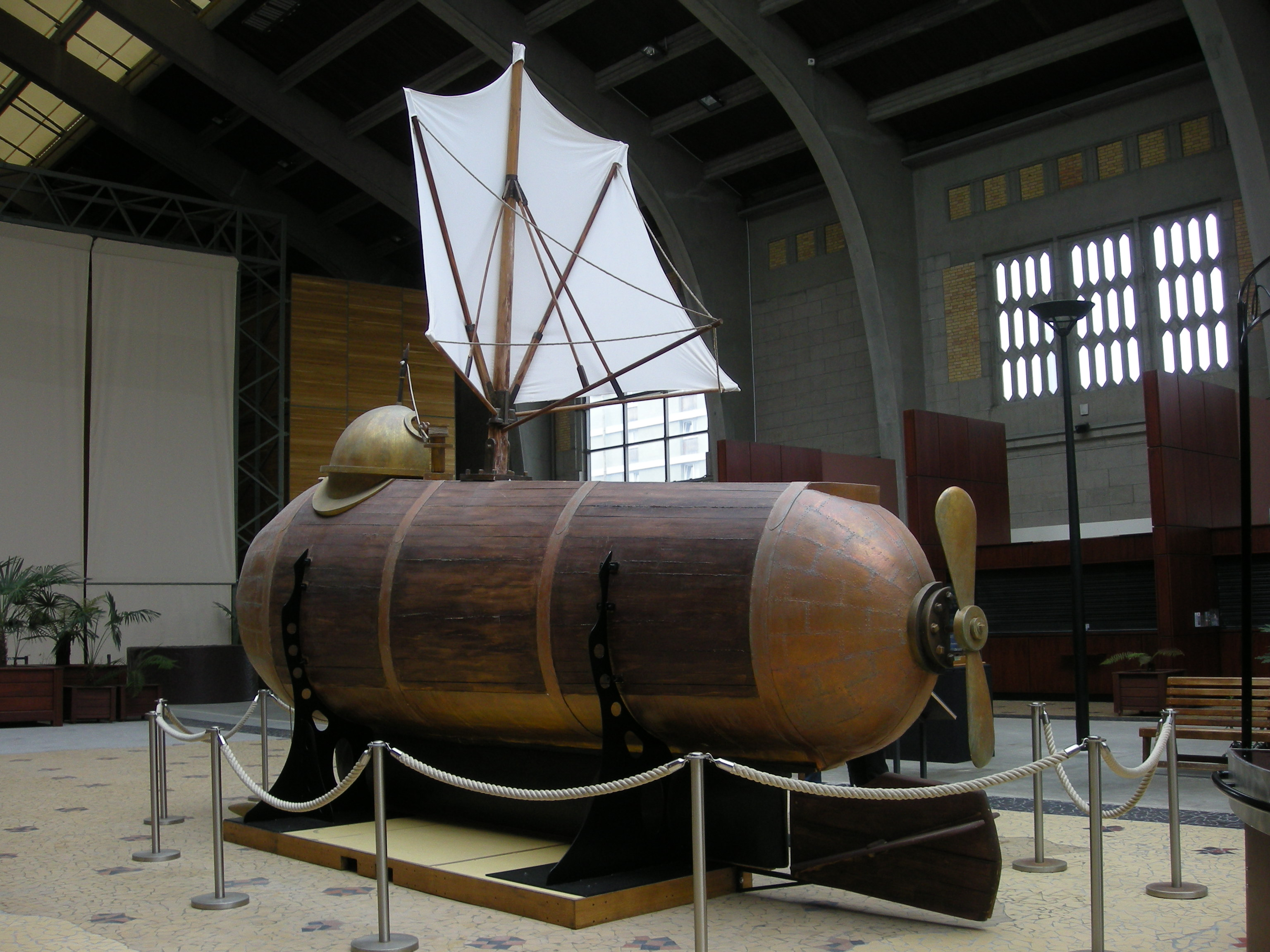
«Наутилус» Р. Фултона. Довжина корпусу підводного корабля становила 6,5 м, ширина – 2,2 м. Човен мав форму сигари, притупленої в носовій частині.

Наутилус – це французької підводний човен в 1801 р. Роберт Фултон, широко відомий як творець першого пароплава, зробив свій внесок і в підводне кораблебудування.

## Опис
Завдяки підтримці французької влади в 1801 р. підводний човен, названий «Наутилус», було збудовано і спущено на воду. Його головним завданням вважалося знищення суден британського флоту. При першому ж випробуванні «Наутилус» досягнув глибини в 7,5м , а за рік йому скорилася вже 30-метрова глибина.

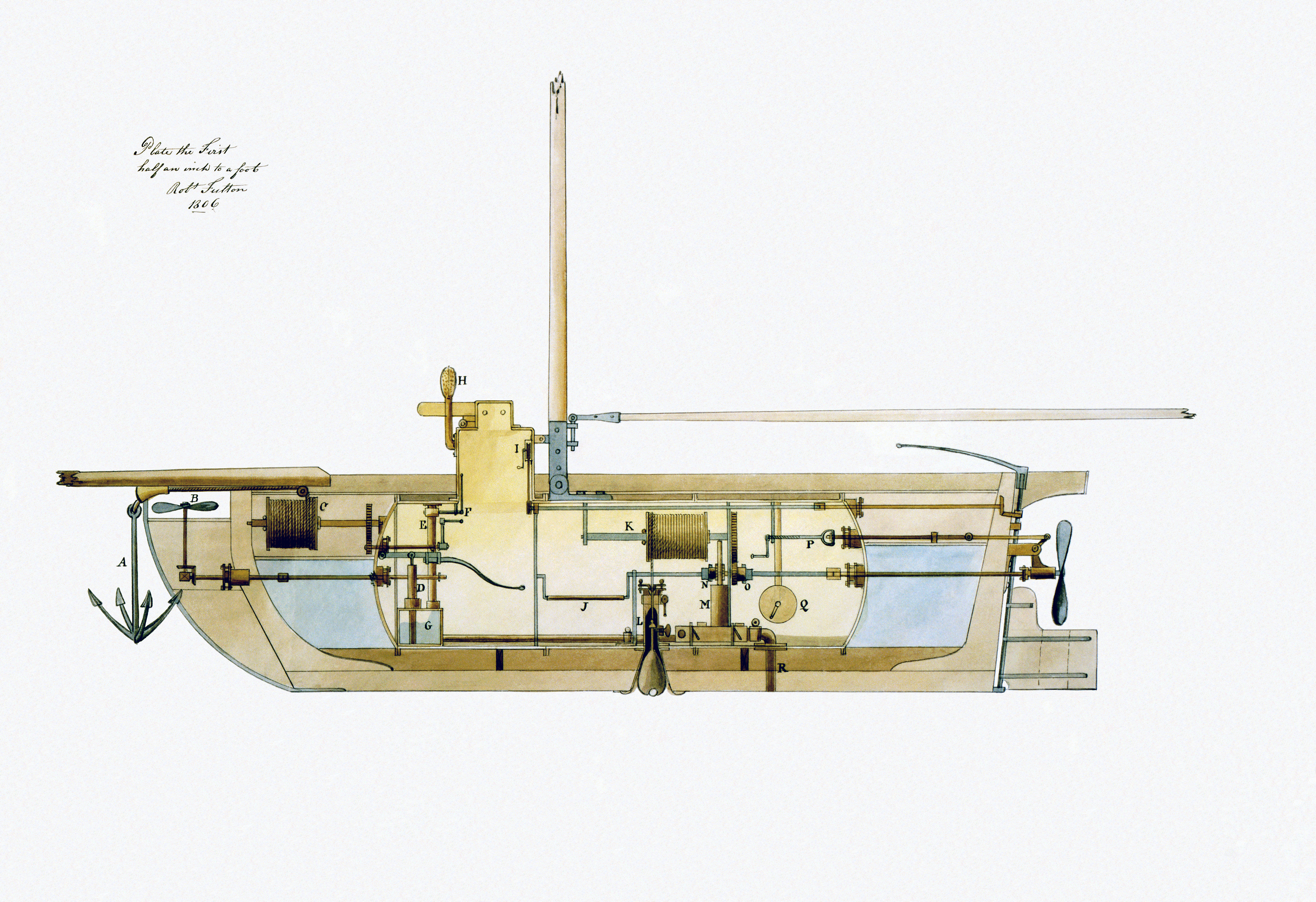
Підводне судно Р. Фултона в розрізі. Креслення 1806 р.

Корпус човна, екіпаж якого складався з трьох людей, було виготовлено з листової міді, скріпленої залізними заклепками. У надводному положенні «Наутилус» рухався під вітрилом зі швидкістю 3-4 вузів. Щогла кріпилася на спеціальному шарнірі, що дозволяв швидко зняти її перед зануренням. Під водою як рушій використовувався чотирилопатевий гвинт, що приводився в рух вручну, відтак човен міг розвивати швидкість тільки близько 1,5 вузла. Для занурення й спливання Фултон використовував баластову цистерну, а на заданій глибині судно втримувалося за допомогою горизонтальних кермів, які були застосовані на «Наутилусі» чи не першими в історії підводного суднобудування.

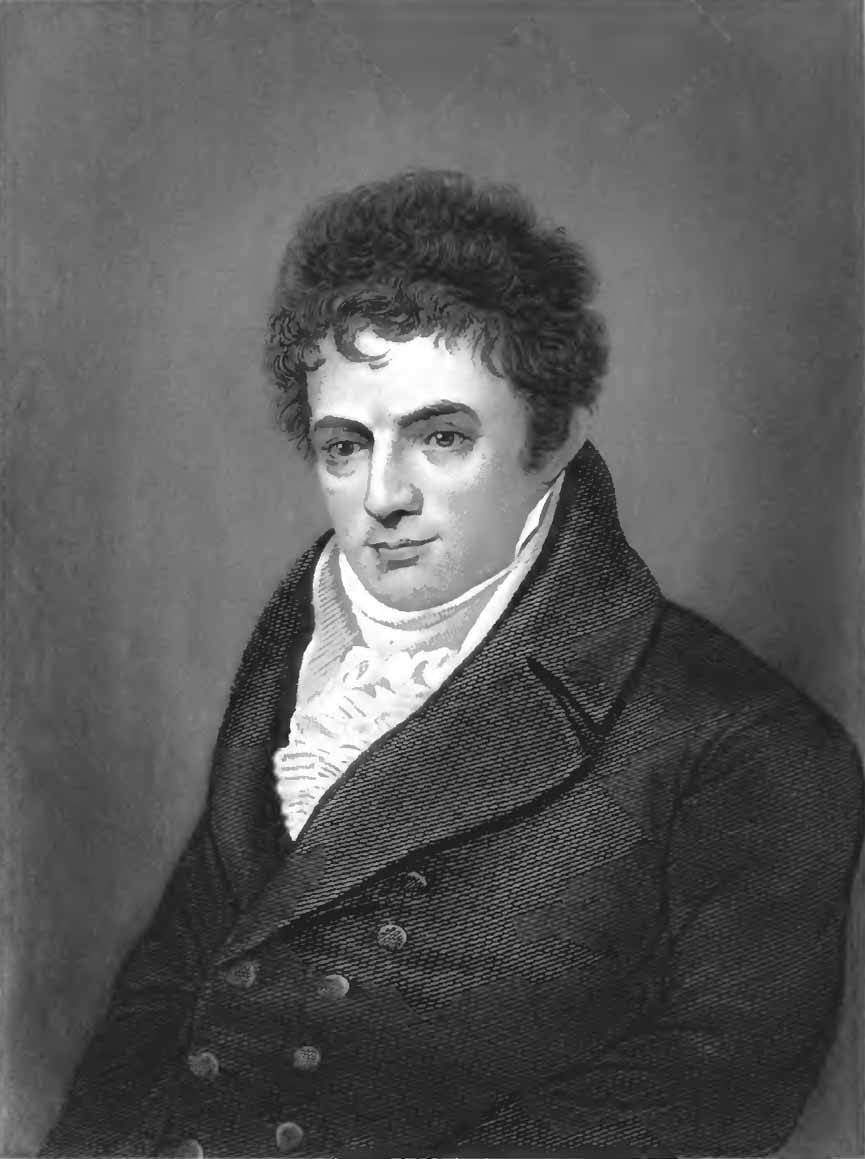
Роберт Фултон (1765-1815), американський винахідник і підприємець

Озброєння «Наутилусу» становила міна, що буксирувалася за ним на тросі. Вона складалася з двох мідних діжок із порохом, з'єднаних еластичною перемичкою. Цей пристрій підводили під днище ворожого корабля, а потім підривали за допомогою електричного струму.
Випробування підводного човна Фултона пройшли вдало, однак винахідник відмовився від бойового застосування свого дітища. Справа в тому, що французький морський міністр заборонив присвоювати членам екіпажу «Наутилуса» військові звання. А без цього у випадку захоплення команди «Наутилуса» англійцями їх просто повісили б як піратів.

Тоді Фултон вирушив до Англії. Прем'єр-міністр У. Пітт відразу ж оцінив можливості нового судна й запропонував винахідникові… довічну пенсію в обмін на те, щоб він назавжди забув про свій винахід. Як з'ясувалося, і Пітт, і французький військовий міністр вважали підводний човен «неджентльменським», тобто занадто варварським засобом боротьби з ворогом. Після цього Фултон закинув свою субмарину, повернувся до США, де й побудував перший придатний до практичної  експлуатації колісний пароплав.
Підводний корабель Фултона в надводному положенні з піднятим вітрилом був на диво схожим на мушлю молюска Наутилуса. Саме так і народилася назва цього судна. А за 70 років його «запозичив» знаменитий французький письменник-фантаст Жуль Верн, який створив свій прославлений роман «20 тисяч льє під водою»